# Martha a Tena
Martha a Tena (с чеш. — «Марта и Тена») — чешский эстрадный дуэт сестёр Марты и Тены Элефтериаду, представительниц греческой общины.

## Участницы
- Марта Элефтериаду (чеш. Martha Elefteriadu, родилась 12 сентября 1946 года в Булкесе, Народная Республика Сербия, ФНРЮ)
- Партена «Тена» Элефтериаду (чеш. Partena Elefteriadu, родилась 16 апреля 1948 года).

Родители Марты и Тены уехали из Греции в Чехословакию в 1950 году, спасаясь от последствий гражданской войны. Мать рано умерла, и сёстры росли в детском доме: они проживали в пяти детских домах (в том числе в Иванчице). Марта окончила гимназию и училась сначала на врача, а затем на психолога, окончив Карлов университет. У Тены есть сын Марко Элефтериадис, известный как хип-хоп исполнитель Ektor.

## Музыкальная карьера
Группу помог образовать Алеш Сигмунд, гитарист группы «Vulkán». В 1968 году были сделаны первые аудиозаписи, в 1970 году издана первая пластинка Dál než slunce vstává студией Panton, которая помогла группе стать известной в Чехии. Марта и Тена влияли на чешскую культуру благодаря своему южному темпераменту и характеру. В настоящее время они записывают греческие народные песни и обучают греческим танцам, а Марта ведёт радиошоу «Ночной микрофорум» (Noční Mikrofórum) на Второй программе Чешского радио (Český Rozhlas Dvojka).

## Дискография

### Пластинки
- Dál než slunce vstává (Panton, 1970)
- Hrej dál (Panton, 1972)
- Modré království (Panton, 1973)
- Ať se múzy poperou (Panton, 1975)
- Řecké prázdniny (Panton, 1977)
- Kresby tuší (Panton, 1980)
- A desky dál stárnou (Panton, 1983)

### CD
- Nejkrásnější řecké písně (Multisonic, 1992)
- Martha a Tena The best of 1969–1982 (Panton, 1993)
- Děti z Pirea (B.M.G., 1995)
- Kresby tuší (Martha Elefteriadu Supraphon, 2000)
- Řecké prázdniny a největší hity (Supraphon, 2001)
- Řecké slunce (B.M.B. 2001
- Ať se múzy poperou – 24 hitů (Supraphon, 2006)
- V rytmu řeckého tance (Popron, 2006)